# Xã Vernon, Quận Cowley, Kansas
Xã Vernon (tiếng Anh: Vernon Township) là một xã thuộc quận Cowley, tiểu bang Kansas, Hoa Kỳ. Năm 2010, dân số của xã này là 484 người.